# Denisse Robles
Denisse Priscila Robles Andrade (Milagro, 11 de julio de 1987) es una economista y política ecuatoriana. Fue la primera mujer en llegar a la alcaldía de la ciudad de Milagro.

## Vida política
Inició su vida pública en 2007, cuando fue elegida Reina de Milagro. Dos años más tarde, durante las elecciones seccionales de 2009, se postuló y ganó un puesto como concejal de Milagro por el movimiento Alianza PAIS.
En noviembre de 2012 renunció a su puesto de concejal para presentarse como candidata a asambleísta en las elecciones legislativas de 2013, donde encabezó la lista de candidatos de Alianza PAIS por el distrito cuatro de la Provincia del Guayas y resultó elegida.
En noviembre de 2013 renunció a su cargo en la Asamblea para participar en las elecciones seccionales del año siguiente como candidata a la alcaldía de Milagro. Robles fue elegida alcaldesa con el 38% de los votos y asumió el cargo en mayo de 2014, convirtiéndose en la primera mujer en ocupar la alcaldía de la ciudad, además de la burgomaestre más joven del país.
Para las elecciones seccionales de 2019 intentó ser reelegida como alcaldesa, pero perdió la elección.